# Obelisco de Marconi
O Obelisco de Marconi, ou Obelisco do EUR, é um obelisco de Roma localizado no distrito de EUR, projetado em 1939 e concluído em 1959. Mede 45 metros de altura.
Obra do escultor Arturo Dazzi, deve seu nome ao físico, inventor e senador Guglielmo Marconi.

## História
A obra foi encomendada em 1939 pelo Ministério da Cultura Popular ao escultor de Carrara Arturo Dazzi para decorar a praça imperial, localizada no projeto do novo bairro da Exposição Universal de Roma em 1942, a fim de homenagear o físico e inventor Guglielmo Marconi.
Com a entrada da Itália na Segunda Guerra Mundial em 1940, os trabalhos foram interrompidos abruptamente, embora Dazzi tenha concluído os dois primeiros registros, gravados em alto-relevo em mármore de Carrara. Em 1951, as obras foram retomadas, apesar da intenção do Ministério das Obras Públicas, presidido por Salvatore Aldisio, de demolir a estrutura.
Em 1953, por ocasião da Exposição Agropecuária realizada no EUR, o escultor recusou-se a cobrir a estrutura de concreto armado com painéis provisórios de gesso e, após solicitar financiamento, em particular para os Jogos Olímpicos de 1960 em Roma, o obelisco foi concluído e inaugurado em 12 de dezembro de 1959.

## Descrição
A estrutura do obelisco é piramidal e é constituída por concreto armado recoberto por 92 placas de mármore de Carrara, nas quais estão gravados os altos-relevos dispostos em 4 fachadas.
O obelisco está localizado no centro da praça, agora com o nome de Guglielmo Marconi, cercado por um canteiro de grama. Entre 2009 e 2011, a escultura The Awakening, de Seward Johnson, foi colocada neste canteiro.

## Galeria

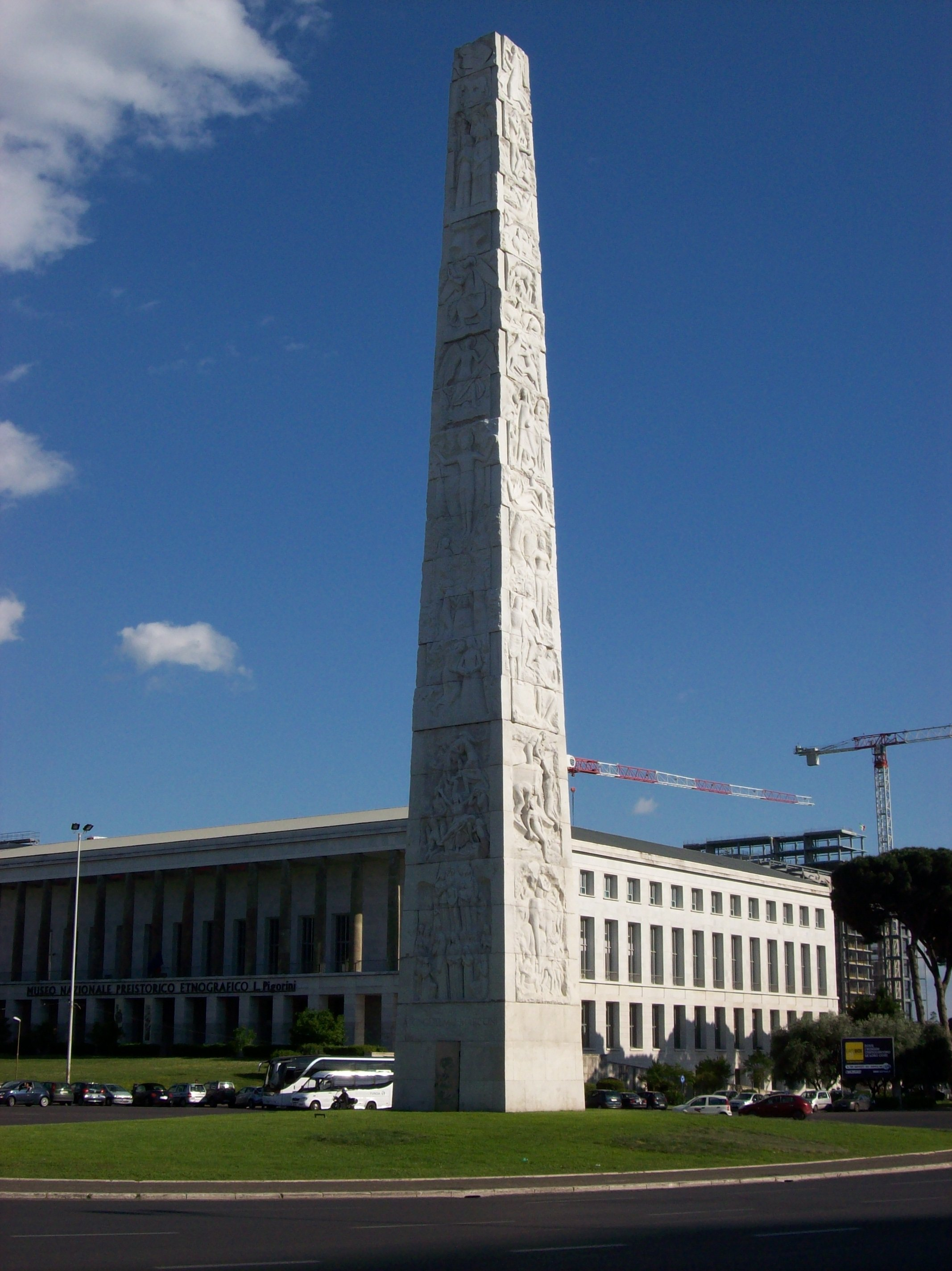
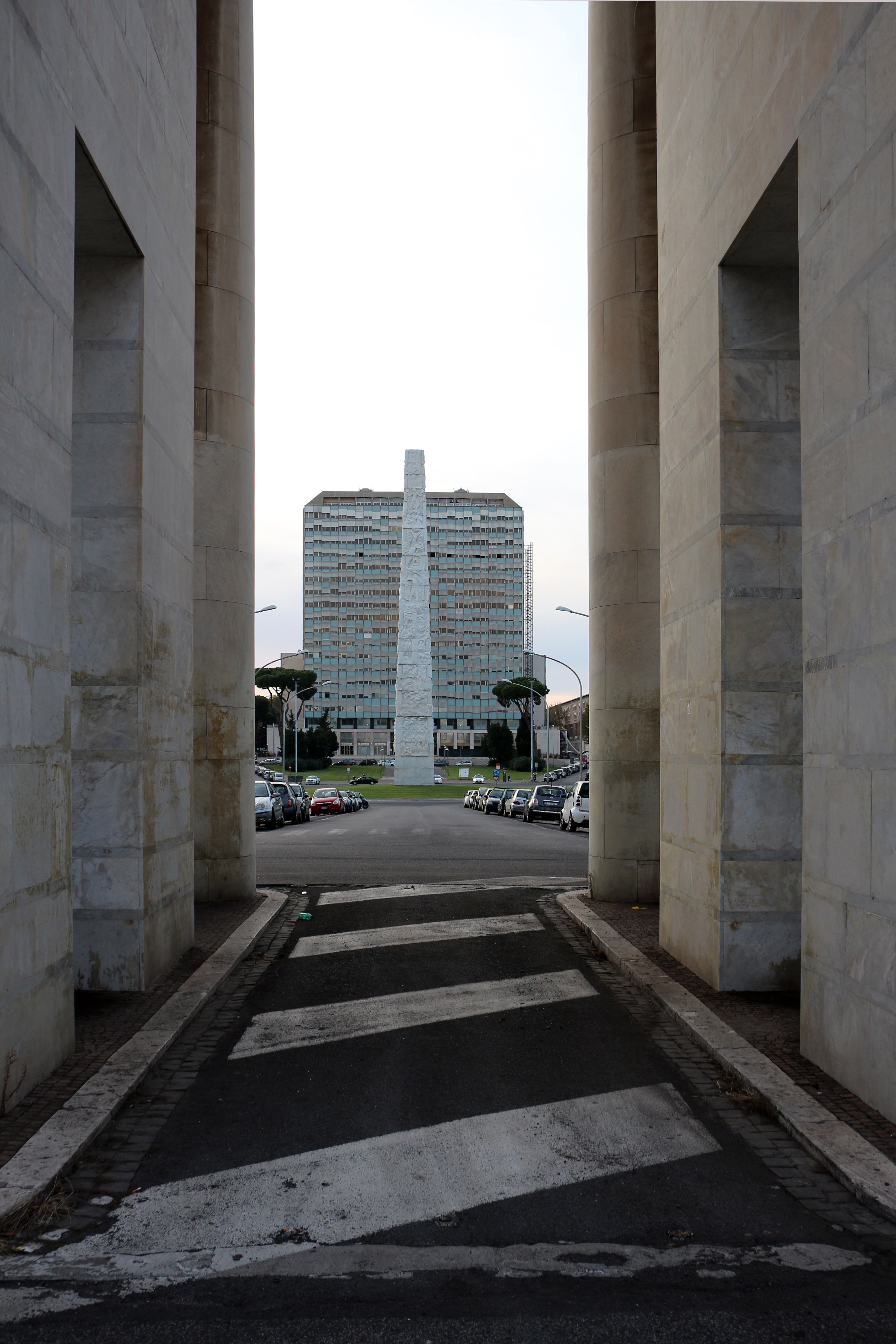
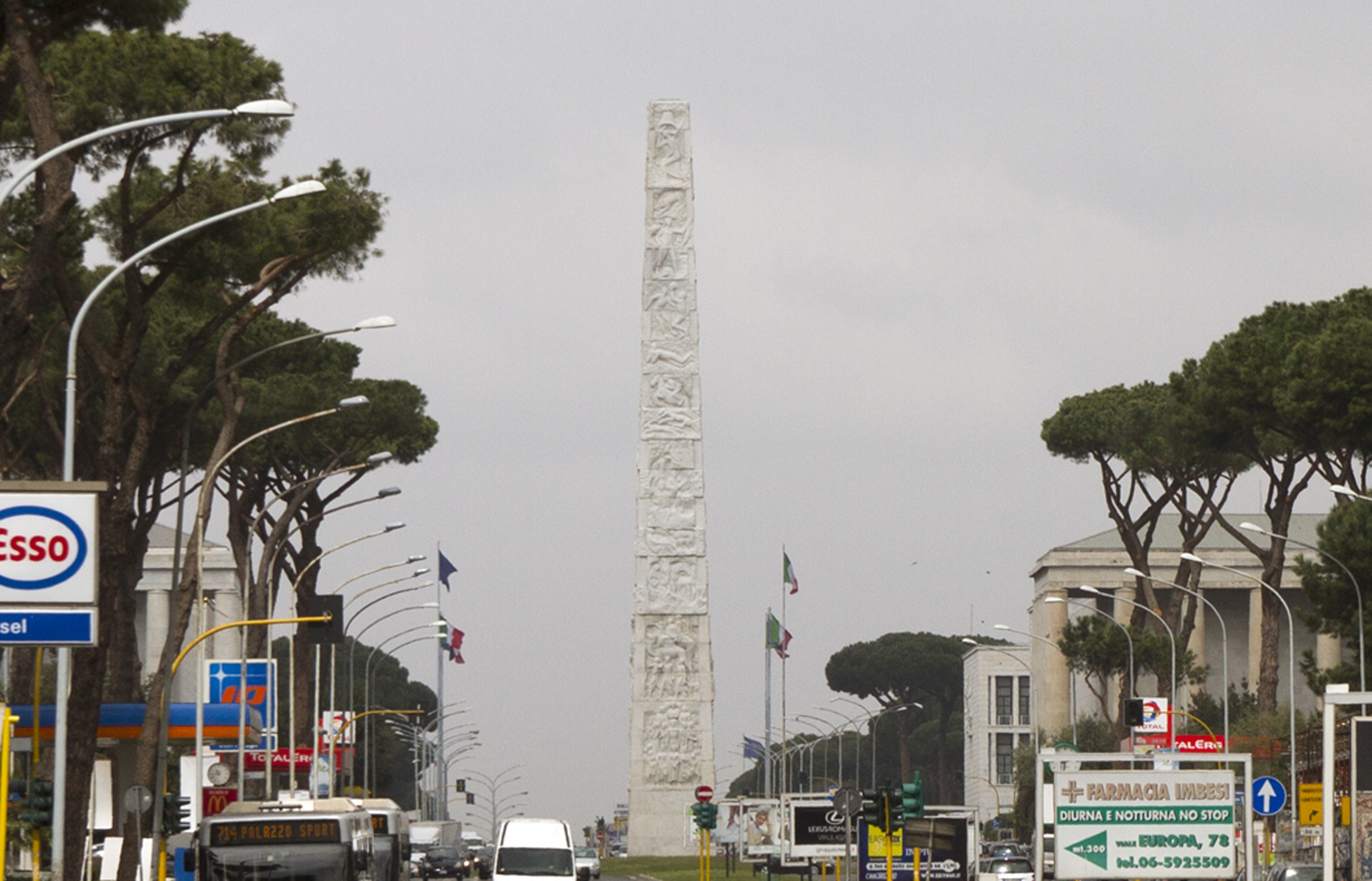
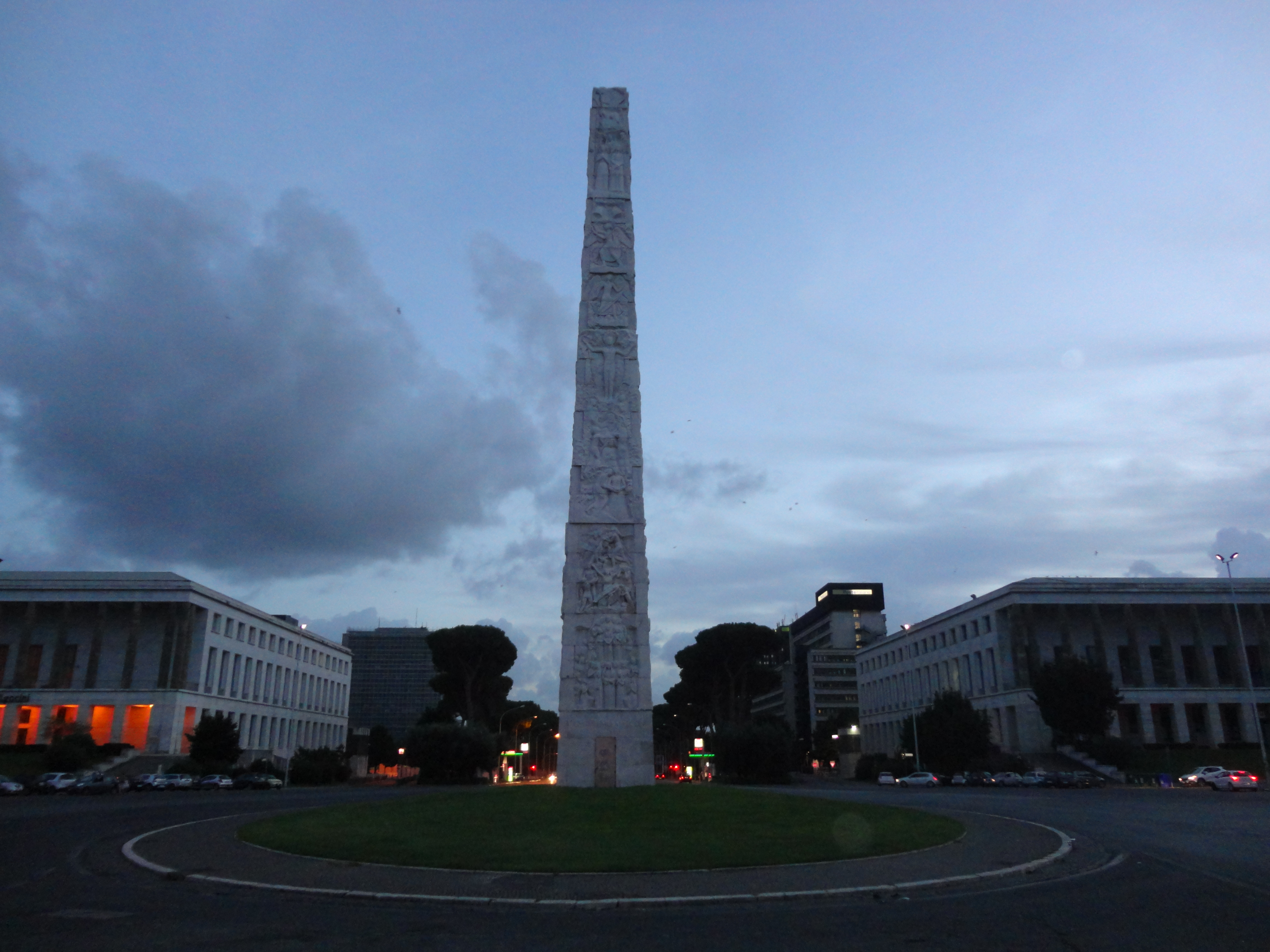